# هاوکر هرون
هاوکر هرون (به انگلیسی: Hawker Heron) یک هواپیمای ساختِ کارخانهٔ هاوکر ایرکرفت در کشور بریتانیا است. این هواپیما برای نخستین بار در ۱۹۲۵ میلادی مورد استفاده قرار گرفت.